# Oxycodone/ibuprofen
Oxycodone/ibuprofen (INNs, tên thương mại Combunox) là một thuốc kết hợp đường uống các công thức opioid giảm đau oxycodone và các thuốc chống viêm không steroid (NSAID) ibuprofen được sử dụng trong điều trị mãn tính và cấp tính đau. Thuốc đặc biệt này được cung cấp trong một viên thuốc kết hợp liều cố định có chứa Oxycodone Hydrochloride, USP 5 mg với Ibuprofen, USP 400 mg.